# Josep Maria Mariages i Torres
Josep Maria Mariages i Torres (Barcelona, 24 de desembre de 1918 - ?) fou un futbolista català de les dècades de 1930 i 1940.
Després de passar pel FC Gràcia i l'Iluro SC, fitxà pel FC Badalona, club on passà més temporades, entre 1935 i 1941. La temporada 1941-42 jugà al CE Sabadell. A continuació marxà al futbol andalús on jugà al Cadis CF, Xerez CD i Reial Betis. Acabà els seus anys com a futbolística a la regió murciana, jugant amb el Reial Múrcia CF a primera divisió, l'Imperial i el Cartagena FC.
Disputà un partit amb la selecció de Catalunya en un festival d'homenatge a Josep Gironès.